# شهرستان جنینگز (ایندیانا)
شهرستان جنینگز، ایندیانا (به انگلیسی: Jennings County, Indiana) شهرستانی در ایالات متحده آمریکا است که در ایندیانا واقع شده‌است.